# Freddie Fox
Pour les articles homonymes, voir Fox.
Frederick Samson Robert Morice Fox, dit Freddie Fox, est un acteur anglais né le 4 mai 1989 dans le quartier d'Hammersmith à Londres en Angleterre. Il fait partie d'une famille d'acteurs.

## Biographie
Né à Hammersmith à Londres en Angleterre, Freddie Fox est le fils de Joanna David et de l'acteur Edward Fox. Il est le frère cadet d'Emilia Fox.
Freddie a fréquenté l'école de Bryanston School, il fait des études de théâtre et obtient son diplôme de la Guildhall School of Music and Drama en 2010. Sa carrière d'acteur commence en 2009.
Il fait divers apparitions dans des séries TV. En 2011, il obtient son premier vrai rôle dans une nouvelle version des Trois Mousquetaires de Paul W.S. Anderson dans lequel il incarne le roi Louis XIII.

## Filmographie

### Cinéma
- 2009 : St. Trinian's 2 ( St. Trinian's 2: The Legend of Fritton's Gold) d'Oliver Parker et Barnaby Thompson : un garçon
- 2011 : Les Trois Mousquetaires (The Three Musketeers) de Paul W. S. Anderson : le roi Louis XIII
- 2014 : Pride de Matthew Warchus : Jeff Cole
- 2014 : The Riot Club de Lone Scherfig : James Leighton-Masters
- 2015 : Docteur Frankenstein (Victor Frankenstein) de Paul McGuigan : Finnegan
- 2017 : Le Roi Arthur : La Légende d'Excalibur (King Arthur: Legend of the Sword) de Guy Ritchie : Rubio
- 2018 : The Renegade (Black '47) de Lance Daly : Pope
- 2024 : Le Ministère de la Sale Guerre (The Ministry of Ungentlemanly Warfare) de Guy Ritchie : Ian Fleming

### Télévision

#### Téléfilms
- 2010 : Karma Caméléon (Worried About the Boy) de Julian Jarrold : Peter alias Marilyn
- 2012 : Le Mystère d'Edwin Drood (The Mystery of Edwin Drood) de Diarmuid Lawrence : Edwin Drood

#### Séries télévisées
- 2009 : Miss Marple : Tom Savage (saison 4, épisode 4)
- 2010 : Any Human Heart : Peter Scabius (épisodes 1 et 4)
- 2010 : This September : Guy Wells (saison 1, épisode 1)
- 2011 : The Shadow Line : Ratallack (4 épisodes)
- 2012 : Inspecteur Lewis : Sebastian Dromgoole (saison 6, épisode 2)
- 2012 : Parade's End : Edward Wannop (3 épisodes)
- 2015 : Banana - : Freddie Baxter (4 épisodes)
- 2015 : Cucumber : Freddie Baxter (7 épisodes)
- 2020 : Meurtres à White House Farm : Jeremy Bamber
- 2022 : Slow Horses : James « Spider » Webb
- 2024 : House of the Dragon : sir Gwayne Hightower
- 2025 : Doctor Who : Kid (saison 2, épisode 6)
- 2025 : Sandman : Loki

## Crédits
- (en) Cet article est partiellement ou en totalité issu de l’article de Wikipédia en anglais intitulé « Freddie Fox (actor) » (voir la liste des auteurs).